# Margaux Sieracki
Margaux Sieracki (* 17. Juni 1999 in Croix) ist eine französische Leichtathletin, die sich auf den Langstreckenlauf spezialisiert hat.

## Sportliche Laufbahn
Erste Erfahrungen bei internationalen Meisterschaften sammelte Margaux Sieracki bei den Crosslauf-Europameisterschaften 2021 in Dublin, bei denen sie in 21:10 min den achten Platz im U23-Rennen belegte und in der Teamwertung die Silbermedaille gewann. Im Jahr darauf startete sie im Halbmarathon bei den Mittelmeerspielen in Oran und belegte dort in 1:14:16 h den fünften Platz. Bei den Straßenlauf-Weltmeisterschaften in Riga lief sie nach 1:12:07 h auf dem 31. Platz im Halbmarathon ein und im Dezember wurde sie bei den Crosslauf-Europameisterschaften in Brüssel nach 36:31 min 20. Im Jahr darauf wurde sie bei den Europameisterschaften in Rom nach 1:11:24 h 16. im Halbmarathon.
2022 wurde Sieracki französische Meisterin im Crosslauf sowie Hallenmeisterin im 3000-Meter-Lauf.

## Persönliche Bestleistungen
- 1500 Meter: 4:16,43 min, 19. Juni 2021 in Décines-Charpieu
  - 1500 Meter (Halle): 4:18,05 min, 21. Februar 2021 in Miramas
- 3000 Meter: 9:28,30 min, 21. Mai 2022 in Maisons-Alfort
  - 3000 Meter (Halle): 9:12,05 min, 21. Januar 2022 in Lyon
- 5000 Meter: 15:55,10 min, 11. Juni 2022 in Carquefou
- 10.000 Meter: 33:09,80 min, 28. Mai 2022 in Pacé
- 10-km-Straßenlauf: 32:00 min, 29. Januar 2023 in Ibiza
- Halbmarathon: 1:09:49 h, 17. März 2024 in Lille